# クィントゥス・ルタティウス・ケルコ
クィントゥス・ルタティウス・ケルコ（ラテン語: Quintus Lutatius Cerco、紀元前236年没）はプレブス出身の共和政ローマの政治家、軍人。

## 出自
プレブス（平民）であるルタティウス氏族の出身。父も祖父もプラエノーメン（第一名、個人名）はガイウスである。前年紀元前242年の執政官であるガイウス・ルタティウス・カトゥルスは、ケルコの兄である。

## 経歴
紀元前241年にアウルス・マンリウス・ティトゥス・トルクァトゥス・アッティクスと共に執政官（コンスル）に選出された。
兄のカトゥルスはアエガテス諸島沖の海戦での勝利の後、カルタゴと講和のために事前交渉を開始した。ローマは、事前交渉での取り決めに加え、新たな条件を追加することで、これを受諾することとした。この第一次ポエニ戦争終結のために講和交渉を完了させるために、ローマ元老院は交渉団をカルタゴに派遣したが、ケルコがこの代表として交渉団を率いた。
この少し後、ファリスキ人（en）が反乱を起こし、鎮圧のために二人の執政官が派遣された。緒戦でローマの歩兵部隊が敗北したもののファリスキの騎兵も壊滅した。続く戦いでローマは勝利し、結局6日間で鎮圧された。山中の要害にあったファリスキ人の都市ファレリー（en）は破壊され、麓に再建された（現在のチーヴィタ・カステッラーナ）。この功績のためにケルコは凱旋式を実施する栄誉を得たが、その返礼としてユートゥルナ神殿を寄贈している。
第一次ポエニ戦争での勝利によって、シケリア（シチリア）はローマの最初の属州であるシキリア属州となった。ケルコは、属州の統治組織を作り上げる仕事に従事した。紀元前236年にはケンソル（監察官）に選出されたが、その任期中に没した。

## 参考資料
- Hans Georg Gundel : Lutatius 6. In: The Little Pauly (Klp). Vol. 3, Stuttgart 1969, p. 793.